# Trichomaeus congoensis
Trichomaeus congoensis là một loài bọ cánh cứng trong họ Cerambycidae.